# Lenie de Nijs
Helena Elisabeth de Nijs, detta Lenie (Hilversum, 11 aprile 1939 – Torroella de Montgrí, 22 gennaio 2023), è stata una nuotatrice olandese.

## Carriera

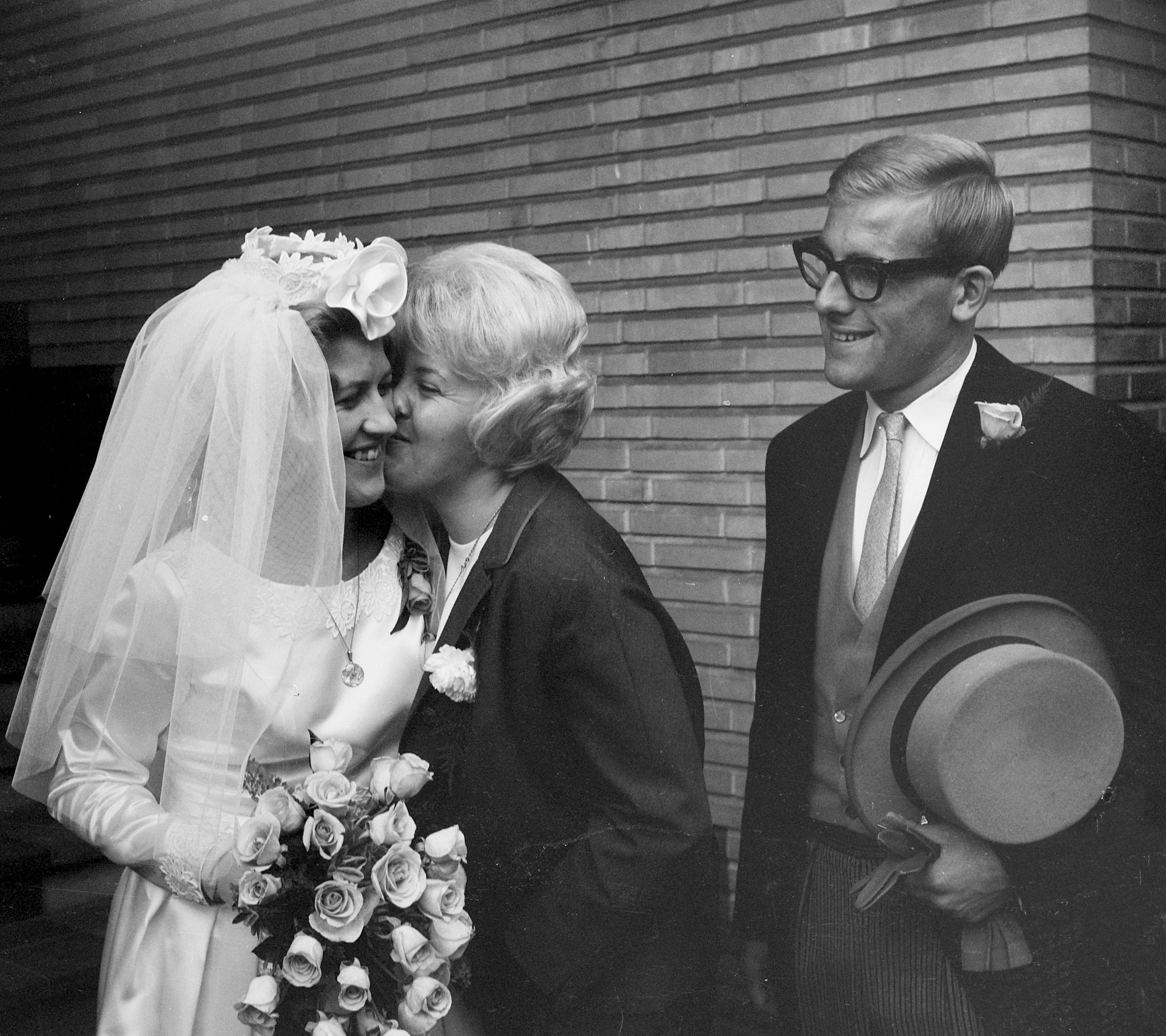
Lenie de Nijs nel giorno delle nozze con Harry Vriend riceve gli auguri da Atie Voorbij

Allenata da Jan Stender, Lenie de Nijs iniziò a nuotare su consiglio medico per combattere l'asma. Anche sua sorella minore Judith divenne una nuotatrice a livello agonistico.
Nel 1954 vinse la medaglia di bronzo ai campionati nazionali nei 1500 m stile libero. L'anno seguente, fece registrare tre record mondiali nello stile libero sulle lunghe distanze: 1500 m, 880 iarde e 1760 iarde. Divenne successivamente un'eccellente dorsista, vincendo tre titoli nazionali sui 100 m e stabilendo il record del mondo nei 200 m. Si dedicò, inoltre, al nuoto in acque libere insieme alla sorella.
Sebbene qualificata per le Olimpiadi di Melbourne, non poté prendervi parte effettivamente a seguito del boicottaggio della manifestazione operato dai Paesi Bassi.
Nel 1958, ai campionati europei, Lenie de Nijs conquistò la medaglia d'oro nella staffetta 4x100 m misti, insieme a Ada den Haan, Atie Voorbij e Cocki van Engelsdorp Gastelaars; le quattro stabilirono in quell'occasione il record del mondo sulla distanza, con il tempo di 4'52"9.
Nel 1960 non si qualificò per le Olimpiadi di Roma: poiché c'erano quattro atlete che nuotavano sotto il tempo limite, fu infatti necessario operare una selezione tramite coefficienti di difficoltà, che tagliarono fuori due nuotatrici tra cui Lenie de Nijs.
Dopo essersi ritirata dal panorama natatorio, sposò il pallanuotista Harry Vriend nel 1963; subito dopo il matrimonio ebbe una figlia di nome Ellen.
Lenie de Nijs morì a gennaio del 2023, all'età di ottantatré anni, in una cittadina della Costa Brava dove si era trasferita nel 1999 insieme al marito.

## Palmarès
| Campionati europei     | 100 m dorso | 4 × 100 m mista |
| 1958 Budapest Ungheria | 4ª          | Oro: 4'52"9     |